# 200 Km.
200 km. és una pel·lícula documental espanyola estrenada el gener de 2004 codirigida pels membres del col·lectiu «Discusión 14»: Tània Balló, Núria Campadabal, Ricard Carbonell, Oscar Martinez Chamorro, Roger Comella, Aymar del Amo, Nora B. González, Marco Iglesias, David Linares i Elisa Martínez.

## Sinopsi
Un grup de joves cineastes fa un seguiment, motxilla a l'esquena, de les sis marxes de protesta organitzades pels antics treballadors de Sintel, uns 1.800 acomiadats que havien ocupant durant uns mesos el Passeig de la Castellana de Madrid uns mesos amb el "Campamento Esperanza". En no veure's complides les seves demandes, van decidir organitzar una marxa de 10 dies i 200 kilòmetres recorrent les sis carreteres nacionals de l'Estat espanyol per trobar-se l'1 de maig de 2002 a Madrid. Un altre grup es queda a la ciutat fent el seguiment del que esdevé relacionat amb aquestes manifestacions.

## Recepció
Fou presentada a la secció Made in Spain del Festival Internacional de Cinema de Sant Sebastià 2003. També fou nominada al millor documental als III Premis Barcelona de Cinema.